# Kellermayer Miklós (biofizikus, 1964)
Ifj. Kellermayer Miklós (teljes nevén Kellermayer Miklós Sándor Zoltán; Pécs, 1964. július 17. –) magyar orvos, biofizikus.
A Semmelweis Egyetem professzora, az Általános Orvostudományi Kar dékánja (2019–2024), a Biofizikai és Sugárbiológiai Intézet igazgatója (2008–), a Magyar Tudományos Akadémia doktora, az Academia Europaea tagja. Kellermayer Miklós sejtkutató fia.

## Tudományos munkássága
1982-ben érettségizett a pécsi Nagy Lajos Gimnáziumban. Orvosi diplomáját 1988-ban szerezte meg a Pécsi Orvostudományi Egyetemen (jelenleg PTE-ÁOK). Szakterülete a molekuláris biofizika, izom-biofizika és nano-biotechnológia, fő kutatási területei közé tartozik a biomolekuláris rugalmasság, az egyedi molekula manipuláció, valamint a motorfehérjék vizsgálata. A Washington State University posztdoktori ösztöndíjasaként 1995-ben építette az első lézercsipeszét, és kutatócsoportjával az elsők között volt, aki a lézernyaláb segítségével meg tudott fogni és kigombolyítani egyetlen fehérjemolekulát, nevezetesen a titint, megvizsgálva rugalmasságát. Kutatásaiban fontos terület a szívizom ritmikus összehúzódásában is szerepet játszó titin és mutációinak vizsgálata. 
2022 márciusában – az egyedi molekulamódszerek fejlesztése és alkalmazása vonatkozásában, valamint a nanobiotechnológia területén folytatott kutatói és oktatói munkája elismeréseként – Áder János államfőtől megkapta a Magyar Érdemrend tisztikeresztje kitüntetést.

## Külső hivatkozások
- Nem a tengerentúli világot választotta ifj. Kellermayer Miklós
- Az atomerő-mikroszkópiától a dékáni székig | Beszélgetés Prof. Dr. Kellermayer Miklóssal
- Dr. Kellermayer Miklós: Az oktató küldetése, hogy példakép legyen
- A szívizomelégtelenség megértését szolgálják a Biofizikai és Sugárbiológiai Intézet kutatásai